# Стефан Малий
Ст́ефан М́алий (серб. Шћепан Мали, справжнє ім'я невідоме (можливо Йован Балівеч), ? — 1774) — самозванець, який видавав себе за російського імператора Петра III. Цар Чорногорії, боровся з турецькою і венеційською експансіями. Намагався зміцнити центральну світську владу, провів судову реформу, відділив церкву від держави.

## Чорногорія до середини XVIII століття
В кінці XV століття територія Чорногорії була завойована Османською імперією, а приморські області відійшли під владу Венеційської республіки. Однак в гірських областях, насамперед у районі гори Ловчен, залежність від турків залишалася слабкою, місцеве населення зберігало певні податкові пільги, а класична турецька військово-ленна система не склалася. Фактично влада належала місцевим воєводам і старійшинам. З XVII століття особливого значення набув пост Цетинського митрополита, який став центром опору турецької ісламізації і венеційської католизації і ядром згуртування чорногорських племен.
У соціальному плані на території Чорногорії панували патріархальні відносини, основою суспільної і господарської організації залишалися кровноспоріднені братства — Задруга, зберігався інститут кровної помсти. На початку XVIII століття під керівництвом митрополита Данили чорногорські племена розгорнули активну боротьбу за звільнення від турецької влади і національне об'єднання. Були встановлені дипломатичні відносини з Росією, почався приплив грошових субсидій з Петербурга, створений єдиний судовий орган для всіх племен, сформовано збройні сили.
У 1712 році в битві біля Царьова Лазу чорногорці завдали важкої поразки туркам. Одночасно зміцнювалися зв'язки з Венецією. Під тиском республіки був заснований пост гувернадура — глави світської влади в Чорногорії, фінансований венеційцями, резиденцією якого став венеційський Котор. Однак в 1718 році під владу республіки остаточно перейшли всі приморські території Чорногорії, що повністю відрізало країну від зовнішнього світу. Вплив Венеції особливо посилився при митрополиті Саві (1735—1781, з перервами), на початку правління якого значно ослабла центральна влада, а чорногорці зазнали ряд поразок у війні з турками в 1736—1739 рр. У 1750 р до влади прийшов митрополит Василь, який орієнтувався на Росію і намагався створити єдині загально чорногорські органи влади. Василь, однак, в 1766 році помер під час чергової поїздки до Петербурга.

## Поява
У 1766 році в Чорногорії з'явився Стефан Малий. Його походження невідоме. Сам Стефан постійно змінював версії свого походження, називаючи себе то селянином з Далмації, чорногорцем, то «дезертиром з Лики». Говорив іншим разом, що родом з Австрії або Герцеговини. Патріарху Василю розповідав, що народився в Требіньї, «місці, лежачому на Сході», а російському послу Ю. В. Долгорукову надав на вибір три версії — Раічевіч з Далмації, турок з Боснії і, нарешті, грек з Яніни. Відомо, що він говорив як рідною сербохорватською, і досить добре французькою, італійською, турецькою, деякі дослідники припускають, що він розумів і російську мову.
Портретів самозванця не збереглося, але в документах є його словесний опис:
Обличчя довгасте, маленький рот, товсте підборіддя … блискучі очі з вигнутими дугою бровами. Довгі, по-турецьки, волосся каштанового кольору … Середнього зросту, худорлявий, білий колір обличчя, бороди не носить, а тільки маленькі вусики … На обличчі сліди віспи … Його обличчя біле і довге, очі маленькі, сірі, запалі, ніс довгий і тонкий … Голос тонкий, схожий на жіночий …

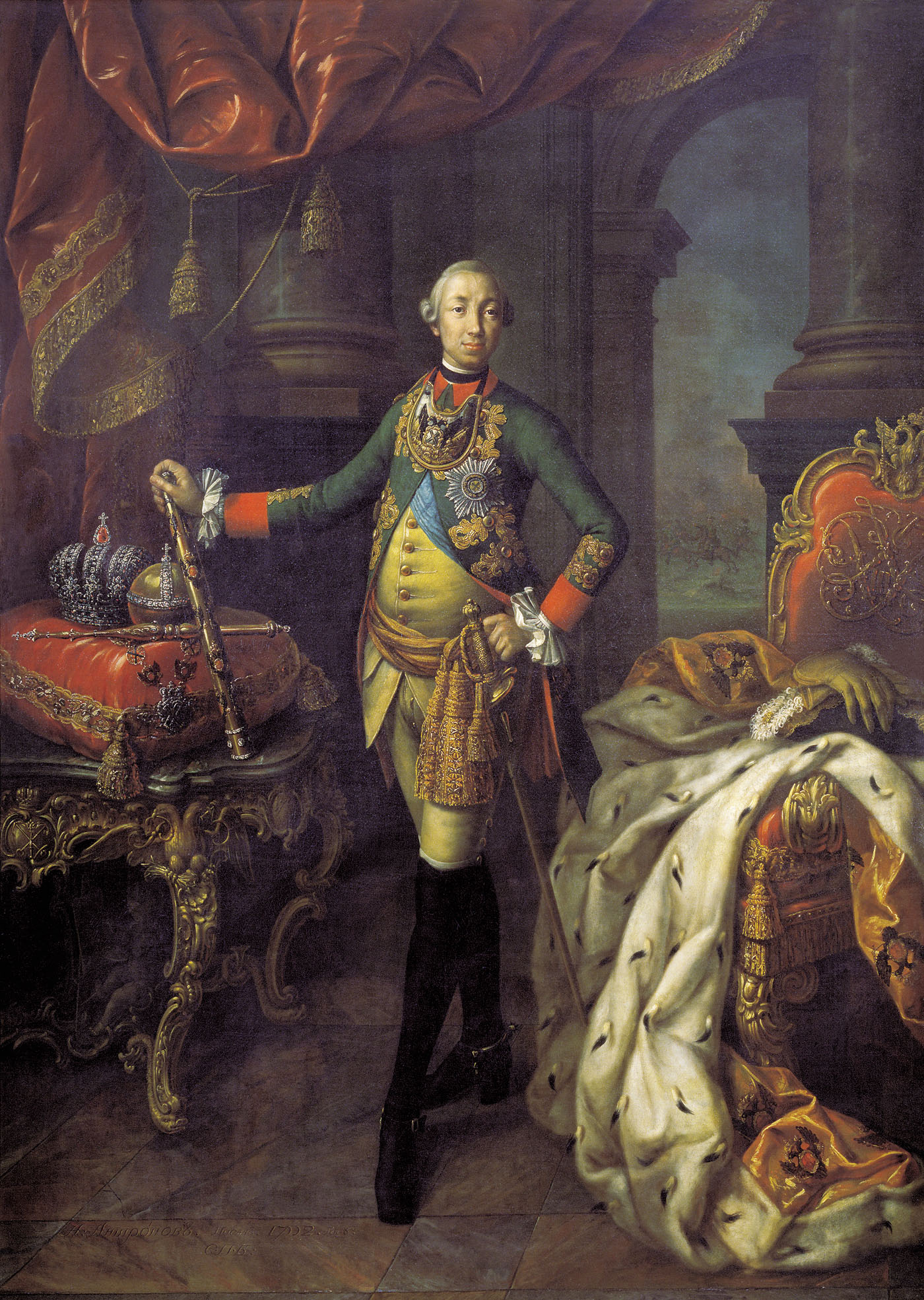
Петро III Федорович

Джерела вказують, що йому було в той час на вид 35-38 років.
Дослідники сперечаються над етимологією самого прізвиська — «Стефан Малий». Зазвичай вважають, що йде воно від підпису самозванця, що залишилася на документах того часу: «Стефан, малий з малими, добрий з добрими, злий зі злими». Однак, існує альтернативна версія, що прізвисько це не більше, ніж слов'янський переклад імені Стефано Пікколо, італійця-знахаря.
Так чи інакше, Стефан з'явився в січні 1766 в сільській громаді Маін поблизу Будви на Адріатичному узбережжі і найнявся батраком в маєток заможного селянина на ім'я Вук Маркович. Розповідають, що чужинець, який називав себе Стефаном, був майстерним знахарем, лікував витяжкою з зміїної отрути і травами, причому — що несподівано для цієї професії — брав гроші тільки після повного одужання пацієнта, а разом з тим вів з людьми, які до нього приходили незвичні і тому дивовижні бесіди про необхідність припинити ворожнечу і об'єднати чорногорців проти спільного ворога. Розповідають, що навесні того ж року він зумів вилікувати господаря — Вука Марковича від важкої хвороби і той почав ставитися до свого працівника з повагою і майже спорідненою прихильністю.
Чутки про те, що Петро III не помер, як було офіційно заявлено, в Ропшинському палаці, а зумів втекти і ховається в народі — ходили не тільки в Росії. Як бувало вже не раз, спрацьовувало «правило Ейдельмана»: імператор, убитий на початку правління, перетворюється в народній пам'яті в «доброго імператора», який, звичайно ж, повернеться в найважчий момент, щоб врятувати свій народ від розорення і загибелі.
У Сербії та Чорногорії, для яких Росія звично сприймалася як «старша православна країна», звідки здавна чекали допомоги проти венеційців і турок, легенда трансформувалася таким чином: який втік від підступів Катерини та її коханця, імператор переховується за кордоном, в одній з православних країн. Не дивно тому, що в атмосфері загального очікування і надій будь-яка нетривіальна людина привертала до себе напружену увагу. Так сталося і зі Стефаном.

## Впізнавання
Вважається, що першим «впізнав» в ньому російського царя капітан Марко Танович, що знаходився в Петербурзі на військовій службі і в числі супутників митрополита Василя Петровича в 1753—1759 роках і бачив Петра. Те ж підтвердив архімандрит Феодосій Мркоєвич і ієромонах Йосиф Вукічевич, які також бували в Росії разом з митрополитом Василем.
Можливо, «впізнаванню» сприяв сам Стефан, збереглися відомості, ніби він передав солдату, який проходив повз нього лист для венеційського генерального проведітора у м. Котор А.Реньєра або самого венеційського дожа, повідомляти, що в Чорногорії треба готуватися до прийому «світло-імператора». Остаточно всі сумніви відпали, коли в приморському монастирі Подмаіне був знайдений портрет Петра.
Висновок які порівнюють портрет Петра III і обличчя Стефана, було однозначним:
«Хто б він не був, його фізіономія вельми схожа з фізіономією російського імператора Петра Третього …»
Чутки про Стефана продовжували ширитися і рости. Не минуло й місяця, як його визнали царем — причому не тільки російським, але й чорногорським всі навколишні селища, з ним розмовляли місцеві старшини, яких він вразив своєю вимогою дати звіт про те, що сталося з надісланими Петром I золотими медалями. Вважається, що йому підкорився (принаймні зовні) сам правитель Чорногорії Владика Сава.
Зрештою, питання про самозванця було поставлене перед скупщиною, що нараховувала тоді 7 тис. чоловік. Рішення було практично одноголосним — до Стефана відправлялася делегація з проханням прийняти верховну владу.
Реакція самозванця була несподіваною, 2 листопада 1767, коли до нього приїхали чорногорські старшини, він розірвав грамоту, і заявив, що не прийме влади, поки в країні будуть продовжуватися міжусобні чвари. Вимога це справила відповідне враження, але найдивовижніше — йому підкорилися. Незабаром Стефан Малий створив свиту і охоронний загін.
Навесні 1768 року за розпорядженням Катерини II почалася таємна підготовка місії в Чорногорію. Очолив її радник посольства Росії у Відні Г. А. Мерк. Але Венеційська республіка, побоюючись можливого посилення російського впливу в Чорногорії і, не бажаючи псувати відносини з Османською імперією, зірвала місію. Це викликало сильний гнів Катерини II. Незабаром Стефаном у Цетинє була скликана нова скупщина. Малий переконав на ній народ бути готовим до збройної боротьби, віддав наказ збирати воїнів і будувати в горах завали і укріплення. Незабаром добровольці з Боснії та Албанії почали приєднуватися до чорногорців.
Вже як володар, Стефан Малий об'їжджає всю країну і всюди народ вітає його з натхненням. У цей час він відкрито оголошує себе імператором російським Петром III, але наполягає, щоб на державному друку було вирізано ім'я «Стефан», під яким він і залишився в історії.

Турки поки не надали значення зміні влади в підпорядкованій їм країні, венеційці надають перевагу вичікувальній позиції. Проведітор пише в цей час дожеві: 
«Розсудливість не дозволяє мені вдатися до рішучих заходів, щоб не порушити відкритого опору»

## Внутрішня політика
Реально правив з 1766—1774 р., мав в руках світську владу паралельну владі митрополита Сави.

Сава Петрович-Негош

Дивно, що Стефан Малий справді виявився розумним і досить слушним політичним діячем. Стати володарем він погодився лише за умови — припинення чвар між чорногорськими родами і племенами. Заскочені піддані погодилися. Те, чого не вдалося досягнути князям і митрополитам, незнайомець із сумнівним минулим досягнув майже одразу, до того ж, за твердженням самих чорногорців, «без мотузки, без галери, без сокири і без тюрми».
Суворі покарання були визначені за розбій, насильницький вивіз жінок, вбивство, крадіжку і викрадення худоби. Був створений спеціальний суд з 12 осіб, який повинен був раз і назавжди впорядкувати систему ведення судового розбору.
Було проведено перепис населення, виконувалася вона священиком і п'ятьма старшинами, даними йому в поміч. За результатами перепису, в країні проживало в цей час 70 тис. чоловік.
Для зміцнення власного становища (оскільки Владика Сава і віддане йому духовенство, розуміючи, що влада вислизає з рук, почали боротьбу проти самозванця), відокремив церкву від держави.
Іншими словами, він твердо взяв курс на перетворення патріархальної, середньовічної зі своїм устроєм Чорногорії, в сильну державу Нового часу.
Популярність Стефана все зростала. Ще довгий час після його загибелі народ пам'ятав безпеку на дорогах — довгий час серед чорногорців жила розповідь про те, як Стефан залишив на роздоріжжі гірських доріг прикрашений сріблом пістолет і десяток золотих монет, і все це кілька місяців лежало недоторканим, поки Стефан не взяв їх назад.
Російський посол в Константинополі А. М. Обресков, який уважно стежив за подіями в Чорногорії доносив Катерині:
«Припинив між слов'янським народом різних звань здавна колишні між ними ворожнечі».
Йому вторив митрополит Сава, незважаючи на вороже ставлення, який віддавав належне політичної гнучкості і розуму свого супротивника:
«Почав між народом чорногорським велике благополуччя лагодити і такий мир і злагода, що у нас ще ніколи не було».
Сам Стефан повідомляв російського посланника у Відні:
«Чорногорці, примирити між собою, пробачили один одному всі образи»
.

## Зовнішня політика
Але час правління Стефана не був ні спокійним, ні мирним. Чорногорія була здебільшого підкорена турками, проти яких йшла нескінченна партизанська війна, венеційці, намагаючись використовувати країну як буфер між собою і Оттоманською імперією, в той же час не залишали надій прибрати її до рук.
В основу своєї зовнішньої політики Стефан поклав тверде збереження миру з сусідами — його розрахунок був зрозумілий: дати країні час піднятися і зміцніти для майбутньої боротьби. Але це було зрозуміло і туркам і венеційцям, яких такий варіант розвитку подій влаштувати не міг.
Важко було стримувати і нетерпіння самих чорногорців, які рвалися у відкритий бій. Десять чорногорських племен Брди, тобто східної Чорногорії, які перебували під турецьким пануванням, повстали і відмовилися виплачувати данину завойовникам. На ім'я самозванця приходили листи, в яких висловлювалася готовність «пролити кров в царську славу».
Слов'янські племена, підлеглі Венеції, теж симпатизували Стефану, і Венеція побоювалася повсюдного повстання у своїх володіннях на східному узбережжі Адріатики. Венеційці першими вирішили усунути цього правителя, який спочатку влаштувався на території контрольованого ними Примор'я. Втім, венеційський дож не бажав доводити справу до відкритого зіткнення, і замість цього переслав наказ Ради Інквізиції Которської генеральному проведітору А. Реньєрі:
«Припинити життя іноземця, винуватця хвилювань в Чорногорії»
Разом з листом в Котор були відправлені кілька флаконів з отрутою і отруєний шоколад. Майбутньому «виконавцю» обіцяли захист, притулок у Венеції і нагорода в 200 дукатів.
Проте ж, найняті венеційцями лікар і грецький священик не змогли дістатися до Стефана. Сам він з усіх сил намагався зберегти подобу сусідських відносин з Венеційською республікою.
«Бачу, що готуєте війська для того, щоб спустошити три громади (Маін, Побори і Браічі), які нікому не заподіяли зла … Прошу не губити людей заради мене і дати мені спокій».
 — писав він дожеві. Звичайно ж, на цей лист не звернули уваги. Султана він переконував, що
«(…) Було б грішно проливати стільки невинної крові як турок, так і чорногорців, і добре, що ми живемо в світі.»
Погоджувався платити данину і видати заручників. Але результату не було.
Венеційське вторгнення почалося висадкою 4-х тисячного загону, який рушив на Маін, де йому протистояв загін у кількості 300 осіб. Стефан в цей час готувався до війни з турками. Країна виявилася повністю блокована з моря, але незважаючи на перші невдачі, старійшини залишилися вірні своєму цареві. Відповідь їх венеційському проведітору був короткою. Стефан в ньому називався
… Людиною з царства Московського, якому ми зобов'язані всюди до останньої краплі крові служити, будучи об'єднаними однією вірою і законом, і мова у нас одна. Всі ми помремо, але від Московського царства відійти не можемо.
У відповідь на це, венеційські війська в жовтні того ж року жорстоко розправилися з населенням приморських сіл.
Наступного удару завдали турки. У січні 1768 в Боснії та Албанії стали збиратися війська в кількості близько 50 тис. чоловік. Протиставити їм Стефан зміг лише двотисячний загін. Він зайняв гірський прохід у монастиря Острог, у вузькій долині річки Морачі. Проте загін був розбитий, а сам Стефан знову був змушений рятуватися втечею, і 9 місяців ховався в одному з гірських монастирів. Надалі, проте, війна стала набувати несприятливий для османів характер, і 24 вересня того ж року загарбникам було нанесено дуже відчутної поразки. Слідом за тим у війну вступила Росія, і щоб уникнути розпилення сил, султан наказав вивести війська з Чорногорії.

## Опозиція
Першим проти самозванця ополчився митрополит Сава, який відчув, що зі зростанням популярності та народної любові до Стефана Малого, влада починає вислизати з рук. В першу чергу, намагаючись заручитися допомогою Росії, він писав А. М. Обрескову, російському посланнику в Константинополі, питаючи у нього, чи дійсно Петру III вдалося залишитися в живих. Відповідь Обрескова була відмінним зразком дипломатичного стилю.
«Дивуюся, що ваше преосвященство … впали в рівну з … вашим народом оману»
 — написав він у відповідь.
Закріпившись таким чином у своїх підозрах, Сава розіслав копії цього листа чорногорським старшинам та й зажадав суду над самозванцем. У цій критичній ситуації, Стефан Малий знову проявив незвичайний розум і спритність, які дозволили йому до самого кінця залишатися «царем Чорногорії». Викликаний в лютому 1768 на сходку старійшин, в монастирі Станевич, сходку, яка мала вирішити його долю, самозванець публічно звинуватив митрополита в служінні інтересам Венеції, спекуляції землею і привласненні грошей і цінностей, надісланих йому з Петербурга. Не даючи своїм недругам схаменутися, він тут же запропонував «в покарання» розділити майно митрополита між членами сходки. Подібний заклик, звичайно ж, не залишився без відповіді, будинок митрополита був розграбований, його стада викрадені геть, сам він разом з ріднею був взятий під варту, а найближчим радником Стефана став останній сербський печський патріарх Василь Бркіч, що втік до Чорногорії, який негайно закликав чорногорців «почитати Стефана як російського царя». Щоб остаточно закріпити перемогу, самозванець 29 червня, в день Петра і Павла організував церковне служіння і хресний хід на славу Петра I і свого «сина і спадкоємця» Павла.
Другу спробу викриття самозванця зробив російський генерал Ю. В. Долгоруков, відправлений до Чорногорії Катериною II з метою підняти чорногорців на повстання, і тим самим змусити османів розпорошити свої сили.
12 серпня 1769 разом з ескортом з 17 осіб, ста бочками свинцю і пороху, він, насилу подолавши гірські перевали, з'явився в монастирі Брчелі, де зустрівся зі Стефаном. Стефан спокійно спілкувався з чорногорцями та росіянами, не називаючи себе російським царем, і Долгоруков вирішив не робити проти нього ніяких дій. Однак, коли князь вирушив у головний Цетинський монастир, він дізнався, що Стефан в селах почав агітувати чорногорців на свою користь. Наказ Долгорукова про арешт Стефана чорногорці не виконали.
На багатолюдній сходці 17 серпня з ініціативи князя патріарх Василь Бркіч принародно оголосив Стефана Малого «волоцюгою і обманщиком, порушником нації». Порахувавши, що з самозванцем покінчено, Долгоруков зачитав маніфест Катерини (а його перекладач повторив текст по-сербськи), в якому народові Чорногорії пропонувалося піднятися на боротьбу з турками і принести присягу на вірність Катерині II. Народ відповів вітальними криками, і після того, як була проведена присяга і цілування хреста, Долгоруков розпорядився роздати чорногорцям привезені з собою 400 дукатів і розпустити всіх по домівках.
Наступного дня верхом, з шаблею в руці, до монастиря під'їхав Стефан, і був зустрінутий загальним радістю. Справді, в очах чорногорців присяга Катерині аж ніяк не суперечила вірності її чоловікові і своєму «царю».
З збережених документів незрозуміло, як Долгорукову вдалося на невеликий час переламати настрій чорногорців і домогтися того, що проти самозванця піднялося обурення, і його вдалося роззброїти і ув'язнити. Існує думка, що не останню роль в цьому зіграли гроші і авторитет російського генерала, припускають також, що в натовп замішалися люди, спеціально найняті Долгоруковим.
Однак, торжествувати перемогу виявилося рано, незабаром відносини місцевого населення з російською делегацією стали псуватися, чорногорці з розчаруванням писали в Петербург, що генерал Долгоруков виявився «інакшим» як його хотіли б бачити. Відчуваючи, що утриматися при владі без вірних радників, які добре знають місцеву ситуацію довго не вдасться, генерал, за чутками, щодня радиться зі своїм полоненим. Знову ж таки, Стефан Малий не губиться і в цій ситуації.
«Дивіться, — говорив він російським солдатам, що стояли на варті біля його камери, — сам Долгоруков визнав мене царем, він поселив мене вище себе, на другому поверсі, а сам оселився внизу».
Незабаром Долгоруков, усвідомивши, що чорногорці на другу війну за два роки проти турків не підуть, і побоюючись за свою безпеку, вирішує покинути Чорногорію, і 24 жовтня російська місія вночі таємно залишає монастир і йде до моря, де її чекає спеціально найняте судно. Генерала супроводжують 50 чорногорців, найнятих на російську службу і Стефан Малий. Долгоруков вручає самозванцю патент російського офіцера, дарує російський офіцерський мундир і офіційно визнає його правителем країни.
Ледве поширюються чутки про від'їзд росіян, як Цетинський воєвода з півсотнею людей вривається в монастир, щоб звільнити Стефана, і, відповідно до джерел, приходить у відчай, виявивши порожню камеру: «тепер ми пропали.» Після повернення, влада самозванця стала незаперечною. Втім, добрі відносини з Росією він зберіг і зміцнив, існують глухі натяки, що через Італію йшли листи від самозванця в Петербург, а навесні 1771 від імені Стефана Малого до князя Орлову відправився монах Феодосій Мркоевіч.

## Останні роки
Після декількох невдалих спроб, ворогам все ж удалося дістатися до Стефана. У 1770 році під час укладання Стефаном Малим дороги біля нього вибухнув пороховий снаряд. Самозванець залишився живий, але був понівечений і осліп. Проте він продовжував правити Чорногорією зі своєї резиденції-монастиря Брчелі. Розв'язка настала в 1774-му, коли підкуплений скадарським пашею грек на ім'я Станко Класомунья, який увійшов у довіру Стефана, дочекавшись, поки в монастирі залишиться мало людей, вночі вбив сліпого і паралізованого Стефана, відрізавши йому голову. Заявивши служителям монастиря, що Стефан спить і не велів його турбувати, грек виніс голову Стефана з собою в мішку і через Скадарське озеро втік у Скадар, де й отримав обіцяну за вбивство Стефана нагороду. Тіло Стефана було поховано в церкві Святого Миколая в монастирі Дольниє Брчелі.

## Стефан Малий в літературі і кінематографі
Жодна особа в історії Чорногорії не привертала до себе стільки уваги вчених і діячів культури, як Стефан Малий.
Крім історичних досліджень, про Стефана Малого писали художні твори.
Петро II Петрович Негош присвятив йому поетичну п'єсу «лажной цар Шћепан Малі» (1847, видано в 1851) (у російській перекладі 1988 «Самозванець Степан Малий»), яка, поряд з «Горським вінцем», вважається вершиною його творчості. У творі видатний чорногорський поет і правитель представив Степана Малого спритним, але недалекоглядним авантюристом.
П'єсу у віршах присвятив Стефану Малому відомий російський письменник Данило Лукич Мордовцев, що є також автором першого історичного дослідження про чорногорського самозванця. У своїй п'єсі «Степан Малий» Д. Л. Мордовцев показав головного героя як людину, що мріє спершу зайняти російський престол, а потім, об'єднавши під своєю владою всіх слов'ян, вигнати турків з Європи.
Цікаво, що в 1877 р. Д. Л. Мордовцев видав три свої п'єси, серед яких був і «Степан Малий», в окремій книзі під назвою «Слов'янські драми», але весь тираж було наказано знищити, оскільки цензори виявили паралелі між героями п'єс і російськими емігрантами А. І. Герценом і Н. П. Огарьовим, і зараз ця книга одна з рідкісних.
Перший повнометражний чорногорський фільм, знятий восени 1955 кіностудією «Ловчен-фільм» під назвою «лажной цар» (режисер Велимир Стоянович), теж був присвячений Степану Малому. Фільм представляє головного героя як добру і скромну людину, яка погодилася виступити в ролі Петра III через умовляння кількох чорногорців.
У 1978 році в Югославії на кіностудії Кроація фільм був знятий фільм «Човјек кога треба убити або Легенда о лажной цару Шћепану Малому» (Людина, яку потрібно вбити, або Легенда про самозванця Степана Малого) (Режисер Велько Булайіч). Фільм знятий в поєднанні реальних подій, фантастики і гротеску. За сюжетом фільму після вбивства Петра III в Росії сатана вирішує відправити двійника Петра III, вчителі пекельної школи для чортенят фарф, в Чорногорію, щоб він видав себе за царя і після отримав владу в Росії, затвердивши тим самим владу сатани на землі. Однак фарф, взявши собі ім'я Степан, хоч і дійсно отримав владу в Чорногорії, але все більше став ставати людиною, полюбивши смертну дівчину, і робить добро для народу, відмовляючись повертатися в пекло. Сатана відправив до Степана двох агенток, в тому числі його справжню дружину з пекла, і домігся вбивства самозванця мстивим батьком його коханої. Фільм був висунутий Югославією на отримання «Оскара».